# Aroga pascuicola
Aroga pascuicola is een vlinder uit de familie tastermotten (Gelechiidae). De wetenschappelijke naam is, als Gelechia pascuicola, voor het eerst geldig gepubliceerd in 1871 door Staudinger.
De soort komt voor in Europa.